# John Stuart Mill
John Stuart Mill (Londres, 20 de mayo de 1806-Aviñón, Francia; 8 de mayo de 1873) fue un filósofo, político y economista británico, representante de la escuela económica clásica y teórico del utilitarismo.
Mill es uno de los pensadores más influyentes en la historia del liberalismo clásico. Apodado como "el filósofo de habla inglesa más influyente del siglo XIX", concibió la libertad como justificación de la libertad del individuo en oposición al control estatal y social ilimitado. En sus últimos años, mientras continuaba defendiendo firmemente los derechos y libertades individuales, se volvió más crítico con el liberalismo económico y sus puntos de vista sobre la economía política se movieron hacia una forma de socialismo liberal o socioliberalismo.
Fue un defensor del utilitarismo, una teoría ética desarrollada por su padrino Jeremy Bentham en la que se promueve producir la «mayor felicidad al mayor número». Mill contribuyó a la investigación de la metodología científica, aunque su conocimiento del tema se basó en los escritos de otros, en particular William Whewell, John Herschel y Auguste Comte, y la investigación realizada para Mill por Alexander Bain. Mill fue miembro del Partido Liberal y participó activamente en la aprobación del proyecto de ley de reforma de 1867, la reforma de la tenencia de la tierra en Irlanda, la reforma del gobierno de Londres y los derechos de las mujeres en La esclavitud de la mujer, un ensayo sobre la igualdad entre sexos. Fue el segundo miembro del Parlamento en pedir el sufragio femenino después de Henry Hunt en 1832.
Mill fue además marido de la feminista Harriet Taylor y padrino secular del filósofo matemático Bertrand Russell, por decisión del padre de éste, John Russell. Pese a que Mill murió al año de haber nacido Russell, los escritos de Mill tuvieron una gran influencia en la vida de Russell.[cita requerida]

## Biografía
John Stuart Mill, el mayor de los hijos del filósofo, historiador y economista James Mill, nació el 20 de mayo de 1806 en Pentonville, Middlesex. Mill fue educado por su padre con el consejo y la ayuda de Jeremy Bentham y Francis Place. Los recuerdos más dolorosos de Mill en su infancia conectan con la forma en la que su padre, seguidor de la teoría denominada utilitarismo, hablaba y trataba a su esposa e hijos delante de los invitados, llegando a decir que su educación no fue una educación de amor sino de miedo. Su padre, partidario del asociacionismo, tenía como objetivo explícito crear un intelecto genial que continuara con la causa del utilitarismo y su implementación después de que él y Bentham murieron. 

Los hijos de mi padre ni le amaron a él ni sintieron ningún tipo de afecto por nadie más. Le tenía demasiado miedo como para que pudiera expresarme de forma franca y carecía de voluntad propia, porque estaba tan acostumbrado a que se me dijera lo que tenía que hacer (...) que adquirí la costumbre de dejar que mi responsabilidad como agente moral la detentase mi padre.

Pretendía darles a sus hijos una educación modelo siguiendo los principios del utilitarismo, que consistía en someterlos a una secuencia de placeres y dolores y enseñarlos a razonar adecuadamente. J. Stuart nunca jugó con otros niños.
Su precocidad era excepcional: a la edad de tres años le enseñaron el alfabeto griego y largas listas de palabras griegas con sus correspondientes traducciones al inglés. Con unos ocho años ya había leído las fábulas de Esopo, la Anábasis de Jenofonte y las Historias de Heródoto en su idioma original; y también conocía ya a Luciano, Diógenes, Isócrates y seis diálogos de Platón. Para entonces ya había leído mucha historia en inglés.
A la edad de ocho años empezó a estudiar latín y álgebra. Fue designado como profesor de los niños más pequeños de su familia. Su principal lectura continuaba siendo la historia, pero estudió también a todos los autores latinos y griegos comúnmente leídos en las escuelas y universidades de aquel entonces. No le enseñaron a escribir en latín ni en griego y nunca fue exactamente un erudito; todo estaba orientado hacia el fin por el cual le hacían leer. A la edad de diez años ya leía a Platón y Demóstenes con facilidad. La Historia de la India de su padre fue publicada en 1818; inmediatamente después, a los doce años, John comenzó el cuidadoso estudio de la lógica escolástica al tiempo que leía los tratados lógicos de Aristóteles en su lengua original. Al año siguiente lo introdujeron en la economía política y el estudio de Adam Smith y David Ricardo. Este último era amigo cercano de la familia Mill.
A la edad de catorce años, Mill se quedó un año en Francia con la familia de Samuel Bentham, hermano de Jeremy Bentham. El paisaje montañoso que vio le llevó a un gusto por los paisajes montañosos durante toda su vida. El estilo de vida alegre y amistoso de los franceses también le dejó una profunda impresión. En Montpellier, asistió a los cursos de invierno de química, zoología, lógica de la Faculté des Sciences, así como a un curso de matemáticas superiores. De ida y vuelta de Francia, se quedó unos días en París en la casa del reconocido economista Jean-Baptiste Say, amigo del padre de Mill. Allí conoció a muchos líderes del Partido Liberal, así como a otros notables parisinos, incluido Henri Saint-Simon. Pero a los 20 años, en 1826, sufrió una «crisis mental», descrita detalladamente en su Autobiografía (1873):

Desde el invierno de 1821, cuando leí por vez primera a Bentham, y especialmente desde los comienzos de la Westminster Review, llegué a tener lo que con verdad puede llamarse un fin en la vida: ser un reformador del mundo. La concepción de mi propia felicidad se identificaba enteramente con este objeto. [...] Pero llegó el momento en que desperté de esto como de un sueño. Fue en el otoño de 1826. [...] El fin ha dejado de producir su encanto. ¿Cómo podrán interesarme los medios? Me pareció que no quedaba nada por lo cual vivir. [...] Mi amor a la Humanidad y a la excelencia de su propia salvación se habían agotado. [...] Vi, o creo que vi, lo que siempre había acogido con incredulidad: que el hábito del análisis tiende a acabar con los sentimientos. [...] Las fuentes de la vanidad y de la ambición se habían secado en mí. [...] Me había quedado embarrancado al comienzo de mi viaje, como un barco bien equipado y con timón, pero sin vela.

La lectura del pasaje de la muerte del padre en las Memorias de Marmontel empezó a sacarle del atolladero en 1827: "La felicidad es la prueba de toda regla de conducta y el fin de la vida, pero solo puede alcanzarse no haciendo de él un fin directo" (Autobiografía, cap. V). Se rebeló contra su estricta educación, contra el utilitarismo (aunque sin romper con él) y se abrió a nuevas corrientes intelectuales, como el positivismo de Auguste Comte, al pensamiento romántico y al socialismo. 
Mill había estado comprometido en una amistad por pluma con Comte, el fundador del positivismo y la sociología, desde que Mill se puso en contacto con Comte por primera vez en noviembre de 1841. La sociología de Comte era más una temprana filosofía de la ciencia de lo que tal vez la conocemos hoy en día, y la filosofía positiva ayudó en el amplio rechazo de Mill al benthamismo.  Mill también se distanció de la “religión de la humanidad” de Comte.

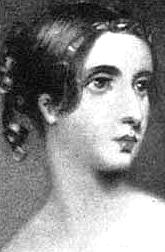
Harriet Taylor, filósofa inglesa y esposa de Mill.

Mill trabajó para la Compañía Británica de las Indias Orientales y fue al mismo tiempo miembro del Parlamento por el Partido Liberal. Mill abogó por aligerar las cargas sobre Irlanda y básicamente trabajó por lo que él consideró oportuno. En Consideraciones sobre el gobierno representativo, Mill propuso varias reformas del Parlamento y del sistema electoral, especialmente trató las cuestiones de la representación proporcional y la extensión del sufragio. En 1840 inició una fecunda amistad con el psicólogo y filósofo escocés Alexander Bain.
En 1843, a sus 37 años de edad, tras haberse recuperado de una depresión, publicó su primer libro, que tardó trece años en escribir. Un sistema de lógica ("A system of logic"), su principal y única obra sobre la filosofía de la ciencia. En él, manifiesta la más extrema versión del empirismo y positivismo epistemológico, basada también en sus pensamientos liberales.
En 1851 Mill se casó con Harriet Taylor tras 21 años de amistad. Taylor tuvo una importante influencia sobre su trabajo e ideas, tanto durante su amistad como durante su matrimonio. La relación con Harriet Taylor inspiró la defensa de los derechos de las mujeres por parte de Mill. Tras la disolución de la Compañía Británica de las Indias Orientales, a Mill se le ofreció un puesto en el nuevo consejo creado para gobernar la India, pero lo rechazó y se retiró con una pensión de 1.500 libras. Después de solo siete años de matrimonio, Taylor murió en 1858 tras de desarrollar una congestión pulmonar severa.
Entre los años 1865 y 1868 Mill sirvió como rector de la Universidad de St. Andrews. Durante el mismo período, fue miembro del Parlamento de Westminster. Era partidario del Partido Liberal. Durante su tiempo como diputado, Mill abogó por aliviar las cargas sobre Irlanda. En 1866, Mill se convirtió en la primera persona en la historia del Parlamento en pedir que se otorgue a las mujeres el derecho al voto, defendiendo enérgicamente esta posición en el debate posterior. Mill se convirtió en un firme defensor de reformas sociales como los sindicatos y las cooperativas agrícolas.
En Consideraciones sobre el gobierno representativo, Mill pidió varias reformas al Parlamento y la votación, especialmente la representación proporcional, el voto único transferible y la extensión del sufragio. En abril de 1868, Mill favoreció en un debate de los Comunes la retención de la pena capital por delitos como el asesinato agravado. Fue elegido miembro de la American Philosophical Society en 1867. Fue además padrino del filósofo y matemático Bertrand Russell a decisión de su padre John Russell. Mill murió en 1873 de erisipela en Aviñón, Francia, donde su cuerpo fue enterrado junto al de su esposa.
En sus opiniones sobre la religión, Mill era un ateo agnóstico y un escéptico. En su Tres ensayos sobre la religión, publicados póstumamente por su hijastra Helen Taylor, Mill critica los prejuicios y abusos de las creencias religiosas pero señala sus efectos positivos. Argumenta que la religión debe ser "revisada como una cuestión estrictamente científica" y propuso sustituir las religiones tradicionales por "religión de la humanidad" secular.

## Empirismo y positivismo

### Lógica inductiva

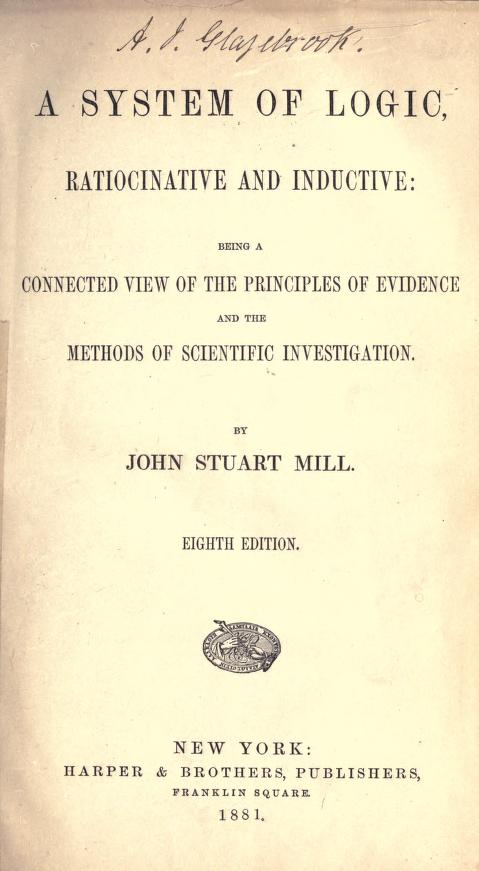
Página de título de Un sistema de lógica deductivo e inductivo de 1881.

Aunque no fue profesor universitario, Mill cultivó casi todas las ramas de la filosofía, desde la lógica hasta la teoría política pasando por la ética. En lógica, psicología y teoría del conocimiento sigue con la tradición empirista de Berkeley y Hume y positivista de Comte. Como Hume Mill creía que se podía aplicar "los métodos de la ciencia física a los fenómenos morales y sociales"; y como Comte creía "en la posibilidad de una genuina ciencia social".

En El examen de la Filosofía de Sir William Hamilton (1865), Mill muestra su rechazo a la metafísica y el conocimiento a priori o intuicionismo. Sostuvo también una teoría nominalista donde los objetos universales y abstractos no existen realmente y escribió el apotegma «no hay nada general, excepto nombres». Joshep Singer por otro lado considera a Mill como un conceptualista en temas jurídicos.
Siempre fue fuerte la tendencia a creer que todo lo que recibe un nombre debe ser una entidad o ser, que tiene una existencia independiente propia; y si no se pudo encontrar ninguna entidad real que respondiera al nombre, los hombres no supusieron por esa razón que no existiera, sino que imaginaron que era algo peculiarmente abstruso y misterioso, demasiado elevado para ser un objeto de los sentidos.
Mill consideraba que el conocimiento humano tenía su origen y su límite en la experiencia observable. Todo conocimiento parte de las impresiones sensibles de los sujetos y los conceptos más abstractos se forman a partir de las «asociaciones» de impresiones realizadas por la mente. Este es el llamado asociacionismo psíquico. Según Mill, la inducción es el principio lógico que permite derivar conocimientos universales a partir de la observación de fenómenos particulares. Después de haber observado muchos cisnes blancos particulares podría inducirse el enunciado universal «todos los cisnes son blancos». Ahora bien, una gran cantidad no equivale a la totalidad; muchos —por más que sean— no puede equipararse a todos. De manera que el conocimiento científico es meramente probable, no necesario, como ya indicó en su momento David Hume, a quien Mill sigue en este punto.

En Un sistema de lógica, Mill discute el propósito de la lógica en la comprensión humana. La lógica es el arte y la ciencia del razonamiento, un medio para buscar la verdad. Sin embargo, la lógica solo puede hacer inferencias mediante fenómenos observados, no con verdades intuitivas. No produce nuevas evidencias, pero sí puede determinar si una evidencia es válida. Fundamentalmente, la lógica es un método de evaluación de evidencias. Edmund Husserl criticó la lógica de Mill en caer en el psicologismo.
La lógica no es la teoría del Pensamiento como Pensamiento, sino del Pensamiento válido; no de pensar, sino de pensar correctamente. No es una Ciencia distinta y coordinada con la Psicología. En la medida en que es una ciencia, es una parte o rama de la Psicología; diferenciándose de él, por un lado, como la parte difiere del todo, y por otro, como un Arte difiere de una Ciencia. Sus fundamentos teóricos están enteramente tomados de la Psicología e incluyen tanto de esa ciencia como se requiere para justificar las reglas del arte.
Mill critica el intuicionismo y declara que tanto la planeación social como la política deben basarse en el conocimiento científico y no en la costumbre, la autoridad o la revelación; Para John Stuart Mill, el "conocimiento" intuitivo o a priori, pertenece a la metafísica. Las inferencias alcanzadas por deducción son incapaces de generar nueva información ya contenida dentro de sus premisas. Mill propone que todas las inferencias son siempre de lo particular a lo particular, el razonamiento que pretende pasar de lo general a lo particular no existe. Por ejempo, según el silogismo aristotélico:
1. "Todos los hombres son mortales,
2. Sócrates es un hombre,
3. (conclusión) Sócrates es mortal"

Lo que en verdad lleva a afirmar que Sócrates morirá es que Tales, Anaxímenes, Empédocles, Heródoto, Pitágoras, etc, murieron antes que él. La premisa "Todos los hombres son mortales" no es realmente una prueba objetiva sino observaciones individuales. La verdadera inferencia es la que se hace durante la inducción (es decir, en casos aislados); en la deducción, la inferencia solo es "aparente".
Los principios matemáticos, las "relaciones de ideas" de Hume y las "ideas a priori" de Kant, son inductivas (surgen de las observaciones). Según él, las conclusiones de la ciencia deductiva (como la geometría, aritmética, álgebra...) por excelencia, solo son necesarias en el sentido en que dependen axiomas, que se basan en la observación y en generalizaciones a partir de experiencias repetidas. Por ejemplo, 2 + 2 y 3 + 1 son necesariamente iguales porque un grupo de 4 cosas puede disponerse en dos grupos de 2 cosas y en un grupo de 3 cosas y otro de 1.
 

Mill sostuvo lo que se denomina en la filosofía de las matemáticas como empirismo matemático al afirmar que las matemáticas son "ciencia empírica de validez más general". Los conceptos matemáticos proceden del mundo físico y las verdades de la matemática son verdades acerca del mundo físico, aunque de un carácter más general. Las verdades matemáticas serían las verdades más generales de todas. No obstante, Mill anticipa y admite que:
Probablemente ésta es la proposición, de todas las enunciadas en este libro [El sistema], para la que debe esperarse la recepción más desfavorable.
Gottlob Frege criticó las ideas de Mill sobre la filosofía de las matemáticas en su obra Los fundamentos de la aritmética. Aun así, esta visión empirista ha sido expandida y sistematizada por Philip Kitcher e influyó en la postura cuasi-empirista matemática de Imre Lakatos.

### Métodos de Mill
Para Mill, la causa de un fenómeno es el antecedente, o concurrencia de antecedentes, con los que está incondicionalmente ligado. Sin embargo, la inducción aristotélica pueden llevar a generalizaciones falsas, lo que se llama el problema de la inducción. A última instancia lo que se desea en la ciencia es llegar a proposiciones como la siguiente: o A es la causa de a, o bien existen eventos sin causa, y como estamos seguros de que todos los eventos tienen causa, entonces A es la causa de a. Esto se logra por medio de métodos más elaborados de inducción, de los que Mill describió cinco, los famosos "cánones de la inducción" basados, como se mencionó antes, en la obra de John Herschel. Estos métodos son una versión simplificada de las "tablas de descubrimiento" de Francis Bacon. Estos son:
| Método de concordancia | Método de diferencia | Método de concordancia y diferencia | Método residual o por eliminación | Método de variaciones concomitantes |
| --- | --- | --- | --- | --- |
| Las situaciones comparadas tienen solo una circunstancia en común, siendo ésta la causa o efecto del fenómeno dado. - Ejemplo de Mill: Según Mill, todas las sustancias químicas que cristalizan es que se precipitan de una solución, y él concluye que ésta era una causa, o por lo menos un factor contribuyente, del fenómeno de la cristalización. Lamentablemente, este ejemplo es falso. | Las situaciones son iguales en todas sus variables excepto en una, siendo ésta la causa o efecto del fenómeno dado. - Ejemplo de Mill: Si un hombre en su plenitud muriera repentinamente, y su muerte estaba inmediatamente precedida por un balazo en el corazón, podía concluirse que el balazo era la causa de la muerte, porque era lo único diferente entre el hombre vivo y el hombre muerto. | Este método es la combinación de los dos anteriores, por lo que a él se aplican las mismas observaciones ya mencionadas. - Ejemplo: Dos poblaciones están enfermas de brucelosis. Una población ha comido en una reunión familiar y la otra tuvo una celebración en una casa de campo. No tienen nada en común excepto que ambas poblaciones tomaron quesos frescos sin higienizar procedentes de la misma explotación caprina. La conclusión es que los quesos son la causa común. | Los factores estudiados varían sistemáticamente uno en función del otro. El efecto supuesto varía en una dirección siempre que se descubre que la causa hipotética varía. - Ejemplo: La pobreza en México puede deberse a la forma de gobierno, al presidente o a una mala distribución de la riqueza. No puede ser nuestra forma de gobierno ya que otros países poseen la misma y tienen estabilidad económica, ni tampoco puede ser el presidente porque el problema se ha dado desde hace muchísimo tiempo. Por lo tanto, la causa de la pobreza en México es la mala distribución de la riqueza. | Este modelo lo que pretende es saber la importancia de los factores residuales después de eliminar los importantes. - Ejemplo: En México, entre 1970 y 1991, por cada 100 mil habitantes se pasó de 22.83 a 43.4 personas alcohólicas. Asimismo, la incidencia de cirrosis se incrementó en estos años. Podemos suponer, por lo tanto, que un elemento causante del aumento de cirrosis en México es el alcoholismo. |

### Emergentismo
En filosofía, el emergentismo es la creencia que una propiedad de un sistema es emergente si es un nuevo resultado de algunas otras propiedades del sistema y su interacción, mientras que en sí misma es diferente de ellas. Mill se encuentra en lo que Brian McLaughlin llamó los "emergentistas británicos" junto con Samuel Alexander, C. Lloyd Morgan y C. D. Broad. Aunque difieren en sus detalles, generalmente "sostuvieron que en diferentes niveles de organización y complejidad, la materia exhibe diferentes propiedades que son novedosas en relación con los niveles inferiores de organización de los que emergieron".
John Stuart Mill esbozó su versión del emergentismo en su obra A system of Logic (1843), donde estableció la distinción entre leyes homopáticas y heteropáticas:
- Las leyes homopáticas siguen el principio de composición de causas que dicta que el efecto conjunto de varias causas es igual a la suma de sus efectos por separado. Este principio se cumple en la mecánica clásica, por ejemplo, en el efecto conjunto de diversas fuerzas actuando sobre el mismo cuerpo. No todas las leyes naturales siguen este principio.

- Las leyes heteropáticas no cumplen el principio de la composición de causas. El ejemplo paradigmático al que alude Mill es el de las reacciones químicas. En este campo las propiedades del compuesto resultante no pueden formularse como la suma de las propiedades de los compuestos reactivos; por ejemplo: el agua tiene propiedades que no pueden reducirse a la suma de las propiedades del oxígeno y el hidrógeno.

Sería un alumno suyo, George Henry Lewes, quien por primera vez acuñaría el término emergente para referirse, precisamente, a los efectos heteropáticos. La distinción entre propiedades últimas y propiedades derivadas (de gran importancia en el debate posterior sobre la emergencia) también se la debemos a Mill. Las propiedades últimas son características de las sustancias elementales y no pueden derivarse de otras, mientras que las propiedades derivadas pueden, como su nombre indica, derivarse de las primeras.

## Pensamiento liberal

### Concepto de libertad
La concepción de Mill sobre la libertad, influenciada por Joseph Priestley y Josiah Warren, es que el individuo debe ser libre de hacer lo que desee a menos que cause daño a otros. Los individuos son lo suficientemente racionales como para tomar decisiones sobre su bienestar. El gobierno debe interferir cuando es por la protección de la sociedad. Mill explicó: 

El único fin por el cual la humanidad está garantizada, individual o colectivamente, para interferir con la libertad de acción de cualquiera de ellos, es la autoprotección. Que el único propósito por el cual el poder puede ejercerse legítimamente sobre cualquier miembro de una comunidad civilizada, en contra de su voluntad, es prevenir daños a otros. Su propio bien, ya sea físico o moral, no es suficiente garantía. No se le puede obligar legítimamente a hacer o abstenerse porque será mejor para él hacerlo, porque lo hará más feliz, porque, en opinión de los demás, hacerlo sería prudente, o incluso correcto... La única parte de la conducta de cualquier persona, por la que es susceptible a la sociedad, es la que concierne a los demás. En la parte que meramente le concierne, su independencia es, de derecho, absoluta. Sobre sí mismo, sobre su propio cuerpo y mente, el individuo es soberano.
John Stuart Mill, Sobre la libertad

### Principio del daño
La obra Sobre la libertad de Mill se dirige a la naturaleza y límites del poder que puede ser ejercido legítimamente por la sociedad sobre el individuo. Uno de los argumentos que mantenía Mill es el «principio del daño» o «principio del perjuicio» (harm principle). Este mantiene «que cada individuo tiene el derecho a actuar de acuerdo a su propia voluntad en tanto que tales acciones no perjudiquen o dañen a otros», es decir, que el individuo ha de ser libre para hacer cuanto desee mientras no dañe al prójimo.
Cada persona es por sí misma suficientemente racional para poder tomar decisiones acerca de su propio bien y elegir asimismo la religión que le plazca. El gobierno solo debe intervenir en tanto se trate de la protección de la sociedad, explica Mill.

No hay otro fin que la raza humana tenga garantizada, individual o colectivamente, al interferir en la libertad de acción cualquiera que sea su número, que no sea la protección personal. El único propósito por el cual el propio poder puede ejercerse adecuadamente sobre cualquier miembro de una comunidad civilizada contra su voluntad es la prevención del daño ajeno. El propio bien, sea físico sea moral, no es garantía suficiente. Uno no puede obligar a la ejecución o abstención a otro porque esto conlleve un beneficio para uno mismo, porque le hará a uno feliz, porque en opinión de otros hacerlo sería sabio o correcto... La única parte de la conducta de una persona por la cual ésta es dócil ante la sociedad es aquélla que concierne a los demás. En la parte que solo atañe a uno mismo, su independencia es, por derecho, absoluta. Sobre sí mismo, su propio cuerpo y mente, el individuo es soberano.
John Stuart Mill, The Contest on America

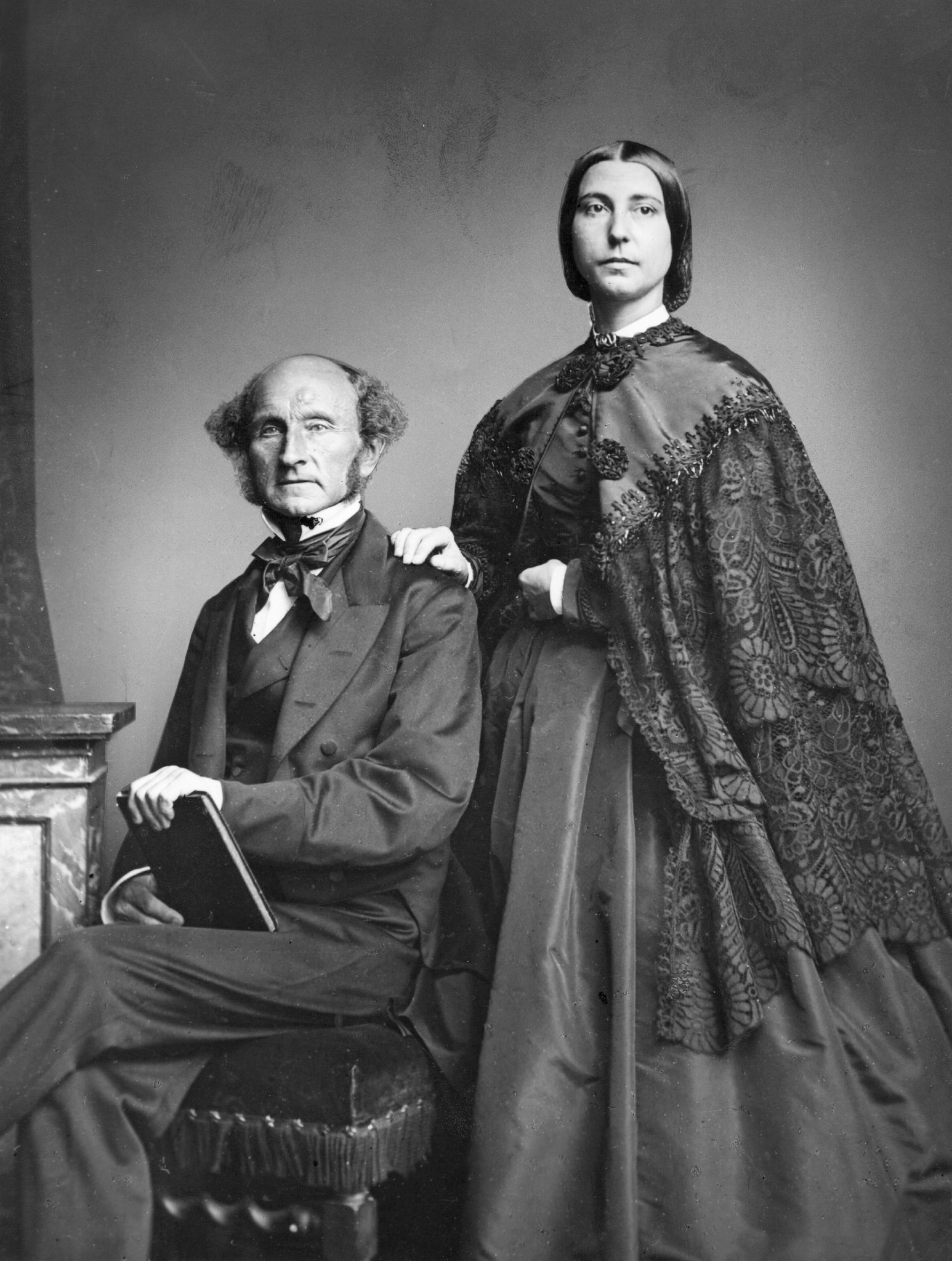
John Stuart Mill y su hijastra Helen Taylor. Helen era hija de Harriet Taylor y colaboró con Mill durante quince años tras la muerte de su madre en 1858.

Si la realización de la acción solo abarca la propia persona, esto es, si solo afecta directamente al individuo ejecutor; la sociedad no tiene derecho alguno a intervenir, incluso si cree que el ejecutor se está perjudicando a sí mismo. Sostiene, sin embargo, que los individuos no tienen derecho a llevar a cabo acciones que puedan causar daños perdurables y graves sobre su persona o propiedades según postula el harm principle. En tanto que nadie existe en absoluto ostracismo, el daño que recibe uno mismo también perjudica a otros y el destruir propiedades afecta a la comunidad tanto como a uno mismo.
Mill excluye a aquellos que son «incapaces de autogobierno» de tal principio, tales como niños en edad temprana o aquellos que viven en «estados socialmente atrasados» (backward states of society).
Aunque este principio parezca claro, hay un número de complicaciones.
Por ejemplo, Mill defiende explícitamente que lo que entendamos por «daño» puede englobar actos de omisión así como actos de comisión. Por ende, fracasar a la hora de salvar un niño en apuros contaría como un acto perjudicial, tanto como no pagar impuestos o ausentarse en una vista judicial a la que se ha sido exhortado como testigo. Todas estas omisiones negativas pueden ser recogidas por una regulación, según Mill. En cambio, no cuenta como un eco perjudicial el dañar a alguien si —sin fuerza o fraude— el individuo afectado consiente asumir el riesgo. Por esta razón, uno podría ofrecer empleos sin seguridad laboral a otros, dado que no involucra decepción (Sin embargo, Mill reconoce un límite concreto a este consentimiento: la sociedad no debe permitir que los individuos se vendan a sí mismos en la esclavitud). En estos casos es importante tener en mente que los argumentos que usa en Sobre la libertad están basados en el «principio de utilidad» y nunca apelan a derechos naturales.
La cuestión de cuáles son las acciones que consideramos como atañentes exclusivamente al individuo ejecutor y cuáles, ora por comisión, constituyen daños sujetos a regulación, sigue viva en las interpretaciones del autor.

### Libertad social y la tiranía de la mayoría
Mill creía que «la lucha entre Libertad y Autoridad es el rasgo más destacable de las etapas de la historia». Para él, la libertad en la antigüedad era «concurso (...) entre sujetos, o ciertas clases de sujetos, y el gobierno». Mill definió «libertad social» como protección de «la tiranía del gobernante político». Presenta en su obra varias tiranías, entre las cuales están la tiranía social y también la tiranía de la mayoría. 
La libertad social según Mill consistía en poner límites al poder del gobernante, de tal forma que no fuese capaz de utilizar su poder en beneficio de sus propios intereses y tomar decisiones que pudieran conllevar perjuicio o daño para la sociedad; en otras palabras, la población debe ostentar el poder de tomar parte en las decisiones del gobierno. Mantuvo que la libertad social es «la naturaleza y límite del poder que puede ser legítimamente ejercido por la sociedad sobre el individuo». Esta se intenta lograr de dos maneras: la primera es la que recurre a la vía del reconocimiento de unas determinadas inmunidades, llamadas libertades políticas o derechos; la segunda recurre al establecimiento de un sistema de «comprobaciones constitucionales».
Sin embargo, limitar el poder del gobierno no resulta suficiente:

La sociedad puede ejecutar, y ejecuta, sus propios decretos; y si dicta malos decretos, en vez de buenos, o si los dicta a propósito de cosas en las que no debería mezclarse, ejerce una tiranía social más formidable que muchas de las opresiones políticas, ya que, si bien de ordinario no tiene a su servicio penas tan graves, deja menos medios de escapar a ella, pues penetra mucho más en los detalles de la vida y llega a encadenar el alma.
John Stuart Mill, Sobre la libertad

Mill mantiene que el despotismo puede considerarse una forma de gobierno aceptable, siempre que el déspota tenga en mente los intereses del pueblo, a causa de los obstáculos y dificultades del progreso espontáneo.

### Libertad de expresión
En Sobre la libertad, se lleva a cabo una apasionada defensa de la libertad de expresión. Mill defiende el discurso libre como una condición necesaria para el progreso social e intelectual. No podemos determinar con claridad, dice, que una opinión silenciada no contenga algún elemento de verdad. Además sostiene que el permitir divulgar opiniones falsas puede ser productivo por dos razones. En primer lugar, los individuos tenderán a abandonar creencias erróneas si están involucrados en un fecundo intercambio de ideas. Y en segundo lugar, forzando a otros individuos a reexaminar y reafirmar sus creencias en el proceso de debate, estas creencias se abstienen de desvirtuarse volviéndose meros dogmas. No es suficiente para Mill la defensa de una creencia que casualmente sea cierta: el creyente debe comprender por qué la idea que sostiene es la verdadera.
Sobre este tema el propio autor escribe lo siguiente, planteando un caso hipotético para ilustrar su postura:

A fin de ilustrar más completamente el error de negarse a oír a determinadas opiniones porque nosotros, en nuestro propio juicio, las hayamos condenado, será conveniente que fijemos la discusión en un caso concreto; y elijo, preferentemente, aquellos casos que son menos favorables para mí, en los cuales el argumento contra la libertad de opinión, tanto respecto a la verdad como a la utilidad, está considerado como el más fuerte. Supongamos que las opiniones impugnadas son la creencia en Dios y en la vida futura, o algunas de las doctrinas corrientes de la moralidad. [...] Pero debe permitírseme observar que no es el sentirse seguro de una doctrina (sea ella cual sea) lo que yo llamo una presunción de infalibilidad. Ésta consiste en tratar de decidir la cuestión para los demás, sin permitirles oír lo que pueda alegarse por la parte contraria. Y yo denuncio y repruebo esta pretensión igualmente cuando se refiere a mis más solemnes convicciones. Por positiva que pueda ser la persuasión de una persona no sólo de la falsedad, sino de las consecuencias perniciosas de una opinión —y no sólo de estas consecuencias perniciosas, sino para adoptar expresiones que terminantemente condeno de su inmoralidad e impiedad—, si a consecuencia de este juicio privado, aunque esté apoyado por el juicio público de su país o de sus contemporáneos, prohíbe que esa opinión sea oída en su defensa, afirma quien tal haga, su propia infalibilidad. Y esta presunción, lejos de ser menos reprensible o peligrosa, por tratarse de una opinión que se llama inmoral e impía, es más fatal en este caso que en cualquier otro.
John Stuart Mill, Sobre la libertad

El autor explica aquí lo absurdo de tomar de antemano las opiniones propias por buenas (infalibilidad), incluso basándonos en juicios socioculturales (inmoralidad e impiedad de opinión) para obrar mediante la censura, recalcando la especial gravedad del caso dado que está en juego lo que atañe a los demás, a los otros. Así, el autor se sitúa radicalmente a favor de la libertad de expresión y con visiones críticas a toda actitud censora.
Es importante enfatizar que Mill no consideraba que la ofensa fuera objeto de censura, porque según él, tal no es constitutiva de «daño»;  ninguna acción podría ser restringida simplemente por haber violado las convenciones morales de una sociedad determinada. La idea de una ofensa que perjudica y, por tanto, objeto de restricción fue posteriormente desarrollada por Joel Feinberg en su «principio de ofensa» (offense principle), que es esencialmente una extensión del harm principle de Mill.

### Derechos de la mujer

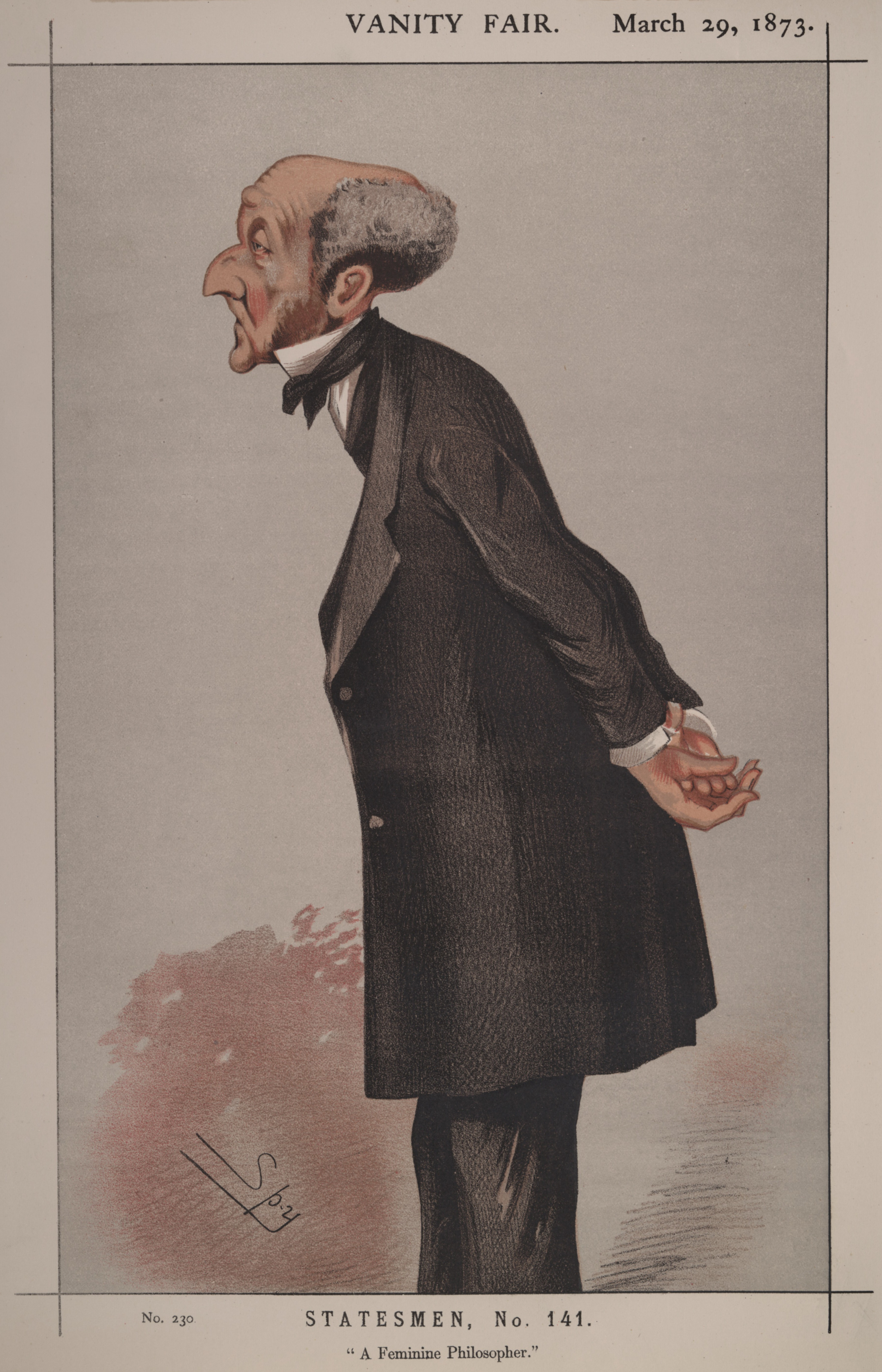
Caricatura de Mill como "Un filósofo femenino" en Vanity Fair (1873).

Mill es además conocido por ser uno de los primeros y más acérrimos defensores de la liberación femenina. Su libro El sometimiento de las mujeres (The Subjection of Women) es una de las obras más antiguas en el campo del feminismo defendido por hombres. El autor notaba que la opresión de la mujer era uno de los pocos vestigios conservados procedentes de modelos sociales obsoletos, un conjunto de prejuicios que impedía arduamente el progreso de la humanidad.
En tiempos de Mill, las expectativas vitales de una mujer correspondían al lugar al que la sociedad la relegaba. La mujer media era analfabeta e instruida en el estereotipo de la pureza y la honradez para poder lograr así un marido. Esta honradez que la mujer debía poseer no solo afectaba directamente a sus posibilidades de matrimonio, sino también al honor familiar. Mill daba importancia a tales asuntos y se propuso remediarlo, para lo cual comenzó a escribir sobre derechos de la mujer. Con ello, Mill puede ser considerado como uno de los primeros feministas. 
En su artículo El sometimiento de las mujeres habla sobre el rol femenino en el matrimonio y la grave necesidad de cambio que requiere. Aquí, Mill comenta las tres principales facetas de la vida de la mujer que suponen un obstáculo: la sociedad y la construcción del género, la educación y el matrimonio. Estos tres elementos están fuertemente entrelazados y se afectan mutua y enormemente. No obstante, la elaboración social del género y la sociedad en general son los que han de comenzar el efecto dominó que producirá aquello en lo que la mujer debe convertirse, cayendo todo lo demás tras dichos factores.
La sociedad en que Mill vivía solo tenía una consideración respecto a la mujer: el ser educada de tal manera que fuese más atractiva y se volviese un objeto determinado y llamado al matrimonio. Para la mujer no había alternativa, pues no se le permitía una educación o carrera. Esto obligaba a que cualquier posibilidad de dejar la casa familiar pasase ineludiblemente por un marido. Esta noción del matrimonio condicionaba a la sociedad a continuar reduciendo a mujeres a meros objetos y, si pensaban en algo que no conllevase el matrimonio, eran inmediatamente acalladas. Uno de los factores principales que Mill identificó en esta situación era la ausencia de educación, problema que él intentaba solventar.

Así, Mill luchó por la educación femenina basándose en varios argumentos. El primero fue el hecho de que las mujeres fuesen las encargadas de los cuidados de los niños y de su tutela. La idea era que, en tanto era la mujer la encargada de la instrucción de los infantes (tanto chicos como chicas) hasta que tuviesen edad de entrar en las escuelas (típicamente solo los chicos), los niños recibían una educación defectuosa, pues las propias madres carecían de educación. La única forma, decía Mill, en que una mujer puede criar a sus hijos de manera adecuada era estando educada ella misma.

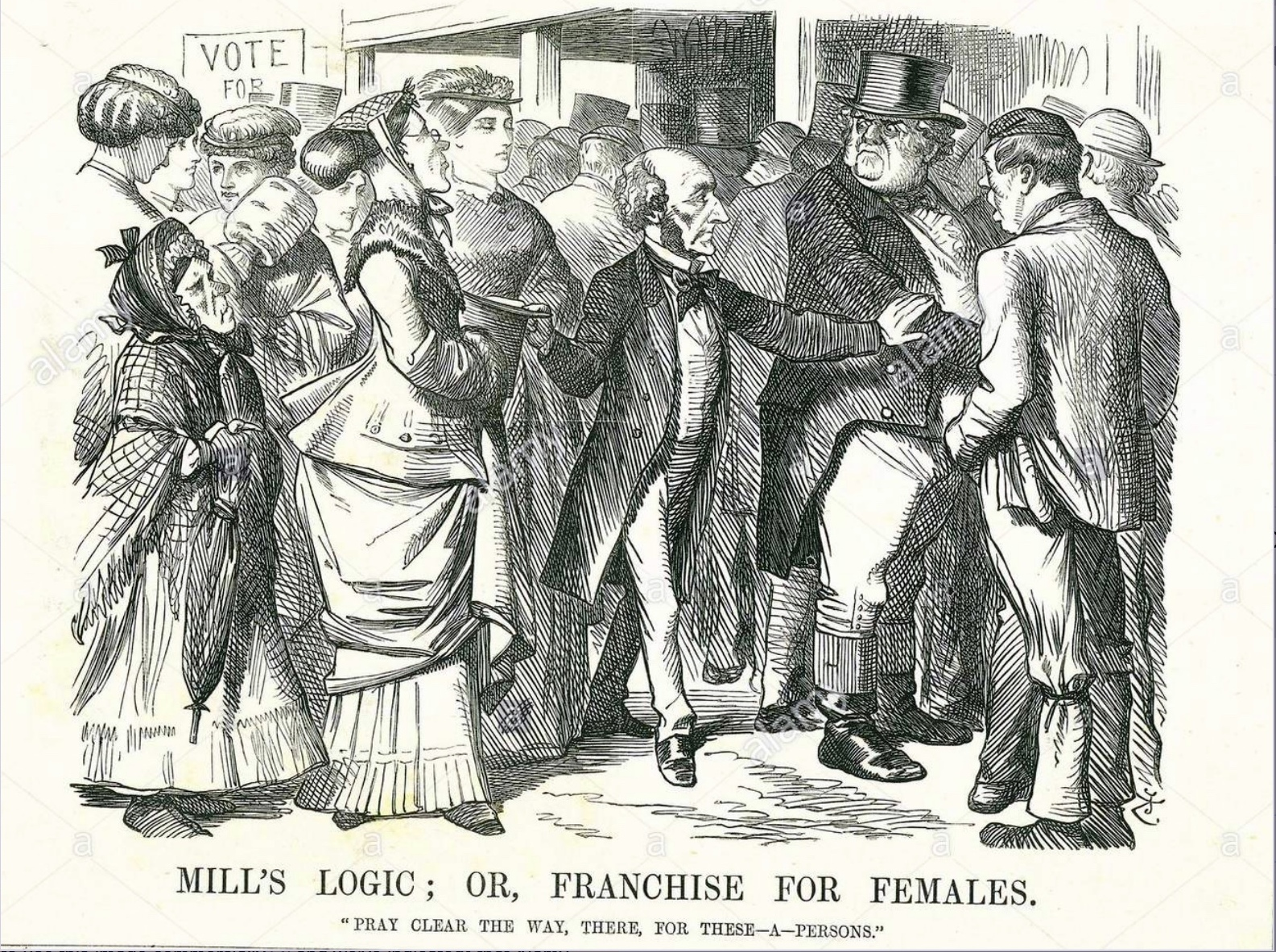
Caricatura de la revista británica Punch que muestra a Mill abriendo paso a un grupo de sufragistas (1867). En El sometimiento de la mujer, Mill apoyó los derechos de la mujer, incluido el derecho al voto.

Otro de los puntos de la crítica de Mill es el hecho de que la mujer debe entrar en la sociedad como parte de la mano de obra. Con esto, Mill dice que podrían considerarse al fin seres humanos y añadirse a la «masa de disposiciones mentales disponibles para los más altos servicios de la humanidad». Lo que Mill dice aquí es que la humanidad solo puede recibir beneficios de la educación de la mujer, pues sumando sus capacidades a las ya presentes toda ayuda a la raza humana se vuelve más fácil. El último argumento que Mill esgrimió fue el de que los maridos también recibirían beneficios si sus esposas fuesen educadas, pues estarían versadas en negocios y otras labores tales que podrían serles de ayuda en la toma de decisiones. La mujer no tenía derechos al entrar en el matrimonio y el hombre era el único sustento familiar y el único que encaraba las leyes. Los maridos no recibirían sino beneficios de la educación de la mujer porque la mujer sería capaz de gobernarse a sí misma prácticamente sola.

### Colonialismo
Mill, un empleado de la Compañía de las Indias Orientales de 1823 a 1858, argumentó en apoyo de lo que llamó un despotismo benevolente con respecto a la administración de las colonias de ultramar. Mill argumentó: 
Suponer que las mismas costumbres internacionales y las mismas reglas de moralidad internacional pueden darse entre una nación civilizada y otra, y entre naciones civilizadas y bárbaros, es un grave error... Caracterizar cualquier conducta hacia un pueblo bárbaro como una violación del derecho de gentes, sólo muestra que quien así habla nunca ha considerado el tema.
Mill expresó su apoyo general al gobierno de la Compañía en India, pero expresó reservas sobre políticas específicas de la Compañía en India con las que no estaba de acuerdo.

### Derechos humanos, raza y esclavitud

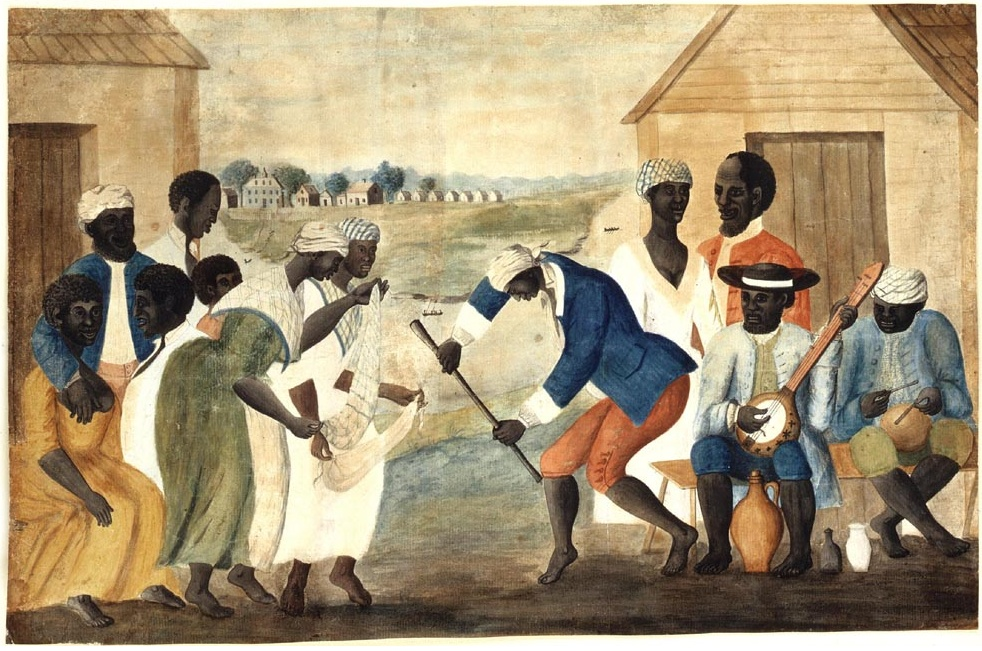
Mill apoyó la abolición de la esclavitud en los Estados Unidos.

En 1850, Mill envió una carta anónima (que posteriormente sería conocida como The Negro Question, habitualmente traducida como La cuestión negra), en calidad de refutación a la misiva asimismo anónima de Thomas Carlyle publicada en la revista Fraser's Magazine for Town and Country. Carlyle había defendido la esclavitud por razones de inferioridad genética y argumentaba que el desarrollo de las Indias Occidentales se debía únicamente al ingenio británico, negando cualquier tipo de deuda en lo referente a la importación de esclavos para el desarrollo de la economía del lugar. La respuesta de Mill y sus referencias al debate que durante aquella época se daba en Estados Unidos sobre la esclavitud fueron enfáticas y elocuentes. Mill apoyó la abolición de la esclavitud en los Estados Unidos, expresando su oposición a la esclavitud en su ensayo El sometimiento de las mujeres:

Este caso absolutamente extremo de la ley de la fuerza, condenado por quienes pueden tolerar casi cualquier otra forma de poder arbitrario, y que, entre todos los demás, presenta las características más repugnantes al sentimiento de todos los que lo miran desde una posición imparcial, era la ley de la Inglaterra civilizada y cristiana en la memoria de las personas que ahora viven: y en la mitad de la América anglosajona hace tres o cuatro años, no sólo existía la esclavitud, sino también la trata de esclavos y la cría de esclavos expresamente para ella. , era una práctica generalizada entre estados esclavistas. Sin embargo, no sólo había una mayor fuerza de sentimiento en contra de él, sino que, al menos en Inglaterra, menos sentimiento o interés a favor de él que cualquier otro de los habituales abusos de fuerza: porque su motivo era el amor a la ganancia, puro y manifiesto: y quienes se beneficiaban de ello eran una fracción numérica muy pequeña del país, mientras que el sentimiento natural de todos los que no estaban personalmente interesados en ello era un aborrecimiento absoluto.

Mill mantuvo correspondencia extensa con John Appleton, un reformador legal estadounidense de Maine, sobre el tema de la igualdad racial. Appleton influyó en el trabajo de Mill al respecto, especialmente influyéndolo en el plan óptimo de bienestar económico y social para Antebellum South. En una carta enviada a Appleton en respuesta a una carta anterior, Mill expresó su opinión sobre la integración anterior a la guerra: 

No puedo esperar con satisfacción ningún acuerdo que no sea la emancipación completa: tierra entregada a cada familia negra, ya sea por separado o en comunidades organizadas, bajo las reglas que se consideren temporalmente necesarias; el maestro de escuela se puso a trabajar en cada aldea y la marea de libre inmigración cambió. en aquellas regiones fértiles de las que hasta ahora la esclavitud la ha excluido. Si se hace esto, el carácter amable y dócil que parece distinguir a los negros evitará cualquier daño de su parte, mientras que las pruebas que están dando de su capacidad de lucha harán más en un año que todas las demás cosas en un siglo para hacer que los blancos respetarlos y aceptar que sean política y socialmente iguales.

A diferencia de muchos de sus contemporáneos, Mill aplaudió la guerra civil estadounidense, siendo un mal necesario que proporcionaría un "golpe saludable" esencial a la conciencia nacional para la preservación de los ideales liberales y erradicar la esclavitud en América. Mill escribió en un artículo de Fraser's Magazine en contra de los defensores de los Estados Confederados de América:

Hay una teoría en Inglaterra, creída quizás por algunos, creída a medias por muchos más, que sólo es compatible con la ignorancia original, o con el olvido posterior completo, de todos los antecedentes de la contienda. Hay gente que nos dice que, en el lado del Norte, la cuestión no es la esclavitud en absoluto. El Norte, al parecer, no tiene más objeciones a la esclavitud que el Sur [...] Si este es el verdadero estado del caso, ¿por qué están peleando los jefes del sur? Sus apologistas en Inglaterra dicen que se trata de aranceles y trucos similares. No dicen nada de eso. Le dicen al mundo, y le dicen a sus propios ciudadanos cuando querían sus votos, que el objeto de la lucha era la esclavitud [...] El mundo sabe cuál ha sido y sigue siendo durante muchos años la cuestión entre el Norte y el Sur. Solo se pensaba en la esclavitud, solo se hablaba de ella. La esclavitud se luchó a favor y en contra en el pleno del Congreso [...]; sobre la cuestión de la esclavitud exclusivamente si se constituía el partido que ahora gobierna los Estados Unidos; sobre la esclavitud, Fremont fue rechazado; sobre la esclavitud, Lincoln fue elegido; el Sur se separó por la esclavitud y proclamó la esclavitud como la única causa de separación.

## Ética utilitarista

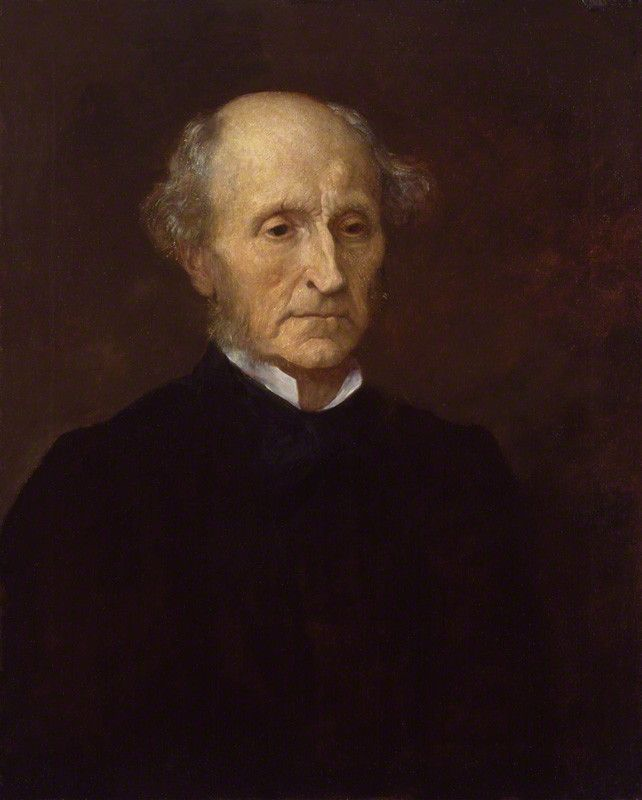
John Stuart Mill por George Frederic Watts en 1873.

El utilitarismo es una teoría ética consecuencialista, lo que significa que sostiene que los actos están justificados en la medida en que producen un resultado deseable. El objetivo general del utilitarismo, la consecuencia ideal, es lograr el "mayor bien para el mayor número como resultado final de la acción humana". Esta filosofía tiene una larga tradición y la aportación de Mill está influenciada principalmente por Jeremy Bentham y su padre James Mill.  Mill aplicó su filosofía utilitarista también a su política y economía liberal.
La declaración canónica del utilitarismo de Mill se puede encontrar en su libro El utilitarismo (1863). Mill afirma que "la felicidad es el único fin de la acción humana". Esta declaración suscitó cierta controversia, razón por la cual Mill fue un paso más allá, explicando cómo la naturaleza misma de los humanos que desean la felicidad, y que "la toman como algo razonable bajo libre consideración", exige que la felicidad sea realmente deseable. En otras palabras, el libre albedrío lleva a todos a realizar acciones inclinadas a su propia felicidad, a menos que se razone que mejoraría la felicidad de los demás, en cuyo caso, se sigue logrando la mayor utilidad. En esa medida, el utilitarismo que describe Mill es un estilo de vida predeterminado que, según él, es lo que las personas que no han estudiado un campo específico opuesto de la ética usarían de manera natural e inconsciente cuando se enfrentan a una decisión.
La cantidad cualitativa de felicidad por la que Mill aboga echa luz sobre su cantidad presentada en Sobre la libertad. Mill sugiere en ese texto que la utilidad tiene que ser concebida en relación con la humanidad "como un ser progresivo", que incluye el desarrollo y el ejercicio de la capacidad racional por los que nos esforzamos por lograr un "modo de existencia superior". El rechazo de la censura y del paternalismo busca proporcionar las condiciones sociales necesarias para el logro de conocimientos y la mayor capacidad para el mayor número posible de hombres de desarrollar y ejercer su capacidad racional y deliberativa.

### Principio de utilidad de Mill
La famosa formulación de Mill del utilitarismo se conoce como el «principio de utilidad» o «principio de la mayor felicidad» («greatest-happiness principle»), como Bentham lo llamaba. Mill sostiene en El utilitarismo que uno debe actuar siempre con el fin de producir la mayor felicidad para el mayor número de personas, dentro de lo razonable. 

La doctrina utilitaria afirma que la felicidad es deseable y lo único deseable como fin en sí, siendo todo lo demás únicamente deseable como medio para este fin.
John Stuart Mill, El utilitarismo

La mayor contribución de Mill al utilitarismo es su argumento para la separación cualitativa de los placeres. Bentham trata a todas las formas de felicidad como iguales, mientras que Mill sostiene que los placeres intelectuales y morales son superiores a las formas más físicas de placer. Mill distingue entre felicidad y satisfacción, afirmando que la primera tiene mayor valor que la segunda, una creencia ingeniosamente encapsulada en la afirmación de que «...es mejor ser un ser humano insatisfecho que un cerdo satisfecho; mejor ser Sócrates insatisfecho que un necio satisfecho. Y si el necio o el cerdo tienen una opinión diferente es porque sólo conocen su propio lado de la cuestión.» Mill criticó la ética deontológica de Immanuel Kant, ya que sus máximas morales deben estar justificadas en principios utilitarios, pues en caso contrario no pueden mantenerse de forma plausible.

Cuando Kant propone como principio fundamental de la moral: «Obra de tal suerte que la máxima de tu conducta pueda ser admitida como ley por todos los seres racionales», virtualmente reconoce que el interés colectivo de la humanidad, o al menos de la humanidad de modo indiscriminado, debe estar presente en la mente del agente cuando decide conscientemente acerca de la moralidad de una acción.
John Stuart Mill, El utilitarismo

Mill concibió la personalidad humana desde una visión optimista, contrariamente a Hobbes y Kant, en donde la virtud y la felicidad se conjugan mutuamente, como en Platón, Aristóteles o Epicuro. Definió la de felicidad como «el fin último, con relación al cual y por el cual todas las demás cosas son deseables (ya estemos considerando nuestro propio bien o el de los demás), es una existencia libre, en la medida de lo posible, de dolor y tan rica como sea posible en goces». Creía firmemente que las reglas y obligaciones morales podrían referirse a promover la felicidad, que se conecta a tener un carácter noble. Si bien Mill no es un utilitarista de actos o un utilitarista de la regla, es un utilitarista minimizador, lo que afirma «que sería deseable maximizar la felicidad para el mayor número, pero no que no estemos moralmente obligados a hacerlo».
Mill creía que para la mayoría de las personas (aquellas con un grado moderado de sensibilidad y capacidad de disfrute) la felicidad se logra mejor de pasada, en lugar de luchar por ella directamente. Esto significaba no tener conciencia de sí mismo, escrutinio, auto interrogatorio, insistir, pensar, imaginar o cuestionar la propia felicidad. Entonces, si afortunadamente se da otra circunstancia, uno «inhalaría felicidad con el aire que respira».

## Filosofía económica

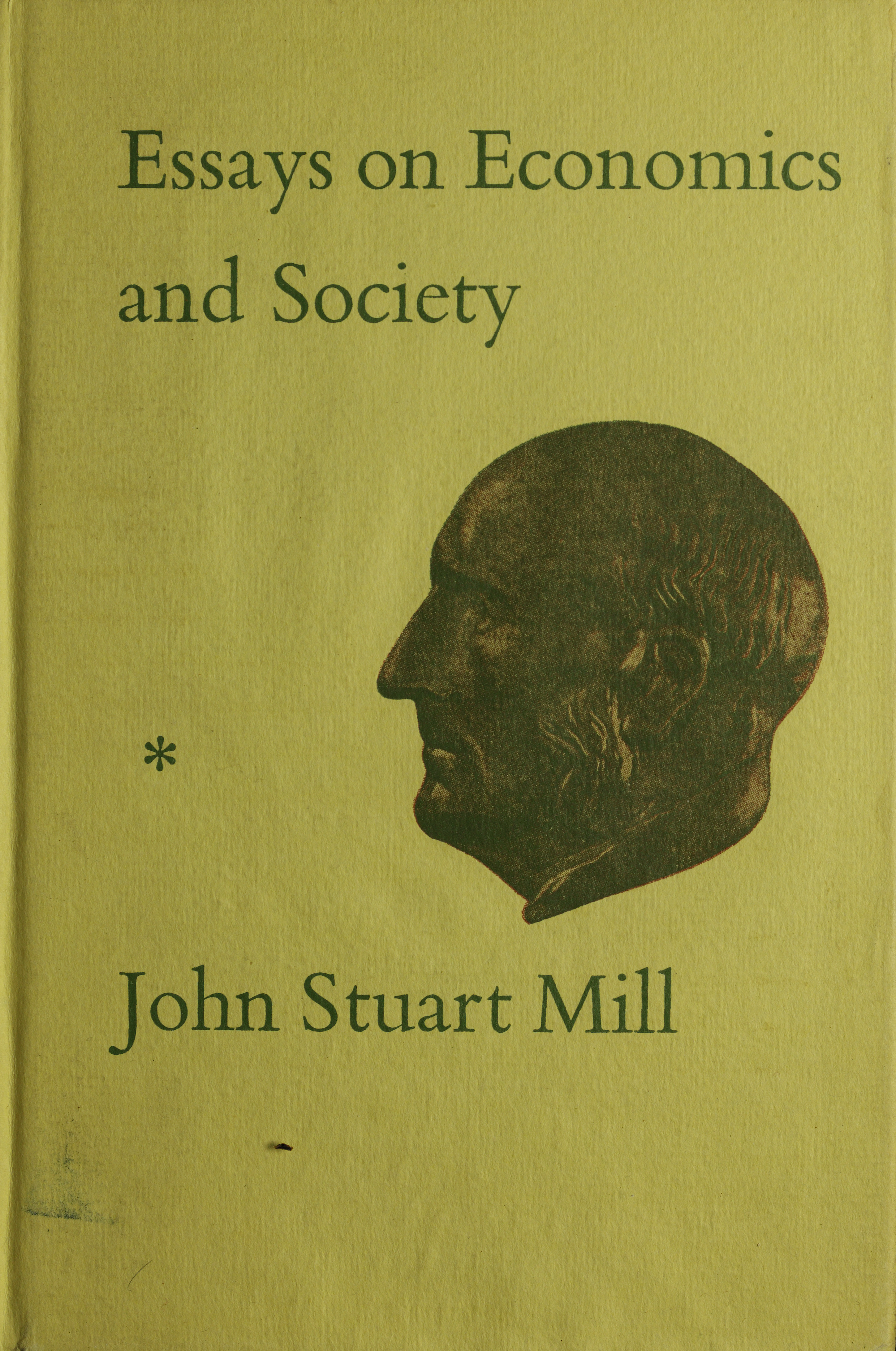
Essays on economics and society, 1967

La filosofía económica temprana de Mill fue la de libre mercado. Sin embargo, aceptó intervenciones en la economía, como un impuesto sobre el alcohol, si había suficientes motivos utilitarios. También aceptó el principio de la intervención legislativa para el bienestar de los animales. Originalmente, Mill creía que la "igualdad fiscal" significaba "igualdad de sacrificio" y que los impuestos progresivos penalizaban a los que trabajaban más y ahorraban más y, por lo tanto, era "una forma leve de robo".
Dada una tasa impositiva igual independientemente de los ingresos, Mill acordó que la herencia debe gravarse. Una sociedad utilitaria estaría de acuerdo en que todos deberían ser iguales de una manera u otra. Por lo tanto, recibir la herencia lo pondría a uno por delante de la sociedad a menos que gravara la herencia. Los que donan deben considerar y elegir cuidadosamente a dónde va su dinero: algunas organizaciones benéficas son más merecedoras que otras. Teniendo en cuenta que las juntas de beneficencia públicas, como un gobierno, desembolsarán el dinero por igual. Sin embargo, una junta de caridad privada como una iglesia desembolsaría el dinero de manera justa a aquellos que están más necesitados que otros. 
En Principios de economía política, un ensaño de economía clásica ricardiana en el que había llegado a la conclusión de que el valor solo de una mercancía es el precio medio, y la búsqueda de un sustrato objetivo de valor era errónea, proponiendo centrar su atención en la formación de "precios" más que en el "valor". Mill puede ser visto como un precursor importante del marginalismo de William Jevons y León Walras. Los Principios, publicados por primera vez en 1848, fueron uno de los tratados sobre economía más leídos en el período, relevando a La riqueza de las naciones de Adam Smith que durante el período anterior dominó la enseñanza de la economía. El libro fue proscrito por la Santa Sede a sus fieles, siendo incluido en el Índice de Libros Prohibidos mediante decreto de la Congregación del Índice en 1856. En el caso de la Universidad de Oxford fue el texto estándar hasta 1919, cuando fue reemplazado por los Principios de Economía de Marshall. 
Más tarde modificó sus puntos de vista hacia una inclinación más socialista, añadiendo capítulos a sus Principios de economía política en defensa de una perspectiva socialista y defendiendo algunas causas socialistas. Sus puntos de vista sobre la economía política se movieron hacia una forma de socialismo liberal o socioliberalismo. Dentro de este trabajo revisado también hizo la propuesta radical de que todo el sistema salarial sea abolido a favor de un sistema salarial cooperativo. No obstante, algunos de sus puntos de vista sobre la idea de impuestos fijos permanecieron, aunque alterados, en la tercera edición de los Principios de economía política para reflejar una preocupación por diferenciar las restricciones sobre los ingresos "no ganados", que él favorecía, y los ingresos "ganados", que no favoreció.
En su autobiografía, Mill declaró que en relación con sus puntos de vista posteriores sobre la economía política, su "ideal de mejora final... lo clasificaría decididamente bajo la designación general de socialistas". Sus puntos de vista cambiaron en parte debido a la lectura de las obras de socialistas utópicos (Owen y Fourier), pero también a la influencia de Harriet Taylor. En su obra Socialismo, Mill argumentó que la prevalencia de la pobreza en las sociedades industriales capitalistas contemporáneas era "pro tanto un fracaso de los arreglos sociales", y que los intentos de condonar este estado de cosas como resultado de fallas individuales representan una justificación de ellos, pero en cambio eran "un reclamo irresistible sobre todo ser humano para la protección contra el sufrimiento".
En la crítica de la economía política de Karl Marx se menciona le en los Grundrisse. Marx afirmó que el pensamiento de John Stuart Mill postulaba las categorías del capital de una manera ahistórica. Para Marx, el sincretismo entre la economía clásica con el antagonismo de clases de Mill fue un intento de "conciliar lo inconciliable". En referencia a Mill escribe en capítulo 16 del primer tomo de El capital: “En la llanura, los montículos simples parecen colinas; y la planitud imbécil de la burguesía actual se mide por la altura de sus grandes intelectos.” La teoría económica de Mill también fue criticada por Johann Eccarius (bajo asistencia directa de Marx) y Nikolái Chernyshevski.

### Democracia económica
La principal objeción de Mill al socialismo se centró en lo que él veía como la destrucción de la competencia. Escribió: "Disiento completamente de la parte más conspicua y vehemente de su enseñanza: sus declaraciones contra la competencia". Mill era un igualitarista, pero defendía más la igualdad de oportunidades y colocaba la meritocracia por encima de todos los demás ideales en este sentido. Según Mill, una sociedad socialista solo sería alcanzable mediante la provisión de educación básica para todos, promoviendo la democracia económica en lugar del capitalismo, en la forma de sustituir las empresas capitalistas por cooperativas de trabajadores. Dice al respecto:
Sin embargo, se espera que la forma de asociación, que si la humanidad continúa mejorando, predomine, no es lo que puede existir entre un capitalista como jefe y un pueblo sin voz en la administración, sino la asociación de los trabajadores mismos en términos de igualdad, que poseen colectivamente el capital con el que llevan a cabo sus operaciones, y trabajan bajo gerentes elegidos y removibles por sí mismos.

### Democracia política
El principal trabajo de Mill sobre democracia política, Consideraciones sobre el gobierno representativo, defiende dos principios fundamentales: la amplia participación de los ciudadanos y la competencia ilustrada de los gobernantes. Los dos valores obviamente están en tensión, y algunos lectores han llegado a la conclusión de que es un demócrata elitista, mientras que otros lo consideran un demócrata participativo temprano. En una sección, parece defender el voto plural, en el que los ciudadanos más competentes reciben votos adicionales (una opinión que luego repudió). Pero en el capítulo 3 presenta lo que sigue siendo uno de los casos más elocuentes del valor de la participación de todos los ciudadanos. Creía que la incompetencia de las masas podría finalmente superarse si se les diera la oportunidad de participar en política, especialmente a nivel local.
Mill es uno de los pocos filósofos políticos que ha servido en el gobierno como funcionario electo. En sus tres años en el Parlamento, estaba más dispuesto a transigir de lo que los principios "radicales" expresados en sus escritos llevarían a esperar.

### El medio ambiente
Mill demostró una visión temprana del valor del mundo natural, en particular en el Libro IV, capítulo VI de "Principios de Economía Política": "Del Estado Estacionario" en el que Mill reconoció la riqueza más allá de lo material, y argumentó que la conclusión lógica del crecimiento ilimitado era la destrucción del medio ambiente y una calidad de vida reducida. Concluyó que un estado estacionario podría ser preferible al crecimiento económico sin fin:
No puedo, por lo tanto, considerar los estados estacionarios de capital y riqueza con la aversión no afectada tan generalmente manifestada por economistas políticos de la vieja escuela.
Si la tierra debe perder la gran parte de su placidez que le debe a cosas que el aumento ilimitado de riqueza y población extirparía de ella, con el mero propósito de permitirle sostener a una población más grande, pero no una mejor o más feliz, Sinceramente espero, por el bien de la posteridad, que se contenten con estar estacionarios, mucho antes de que la necesidad los obligue a ello.

### Desarrollo económico
Mill consideró el desarrollo económico como una función de la tierra, el trabajo y el capital. Mientras que la tierra y el trabajo son los dos factores originales de producción, el capital es "una reserva, previamente acumulada de los productos de la mano de obra anterior". El aumento de la riqueza es posible solo si la tierra y el capital ayudan a aumentar la producción más rápido que la fuerza de trabajo. Es el trabajo productivo el que produce riqueza y acumulación de capital. "La tasa de acumulación de capital es la función de la proporción de la fuerza de trabajo empleada productivamente. Los beneficios obtenidos mediante el empleo de trabajos improductivos son simplemente transferencias de ingresos, el trabajo improductivo no genera riqueza o ingresos". Son los trabajadores productivos quienes hacen un consumo productivo. El consumo productivo es aquel "que mantiene y aumenta la capacidad productiva de la comunidad". Implica que el consumo productivo es un insumo necesario para mantener a los trabajadores productivos.

### Tasa de ganancia y control del crecimiento de la población
Mill apoyó la teoría maltusiana de la población. Según Mill, la última tendencia decreciente de la tasa de ganancia en una economía es debido a la disminución de los rendimientos en la agricultura y al aumento de la población a un ritmo maltusiano. Por población, se refería solo al número de miembros de la clase trabajadora. Por lo tanto, estaba preocupado por el crecimiento en el número de trabajadores que trabajaban por contrato. Creía que el control de la población era esencial para mejorar la condición de la clase trabajadora, de modo que pudieran disfrutar los frutos del progreso tecnológico y la acumulación de capital. Mill abogó por el control de la natalidad. En 1823, Mill y un amigo fueron arrestados mientras distribuían panfletos sobre control de la natalidad de Francis Place a mujeres en áreas de clase trabajadora.

### Teoría del fondo de salarios
Los Principios de economía política de John Stuart Mill, publicados en 1848, ofrecen el tratamiento definitivo de la Doctrina del Fondo Salarial. La solución de Mill para aumentar el salario por encima del nivel de subsistencia es controlar el crecimiento de la población. Si la población creciera más rápido que el crecimiento del capital, los salarios caerían. Si los salarios cayeran por debajo del nivel de subsistencia, la población disminuiría debido a enfermedades y hambrunas.

### Tasa de acumulación de capital
Según Mill, la tasa de acumulación de capital depende de: (1) "la cantidad de fondos a partir de los cuales se puede ahorrar" o "el tamaño de la producción neto de la industria", y (2) la "disposición a ahorrar". El capital es el resultado del ahorro, y los ahorros provienen de la "abstinencia del consumo presente por los bienes futuros". Aunque el capital es el resultado del ahorro, sin embargo se consume. Esto significa que el ahorro es gasto. Dado que el ahorro depende de los productos netos de la industria, crece con las ganancias que generan la producción neta. Por otro lado, la disposición a ahorrar depende de (1) la tasa de ganancia y (2) el deseo de ahorrar, o lo que Mill llamó "deseo efectivo de acumulación". Sin embargo, las ganancias también dependen del costo de la mano de obra, y la tasa de ganancia es la relación entre las ganancias y los salarios. Cuando las ganancias aumentan o los salarios bajan, la tasa de ganancia aumenta, lo que a su vez aumenta la tasa de acumulación de capital. Del mismo modo, es el deseo de ahorrar lo que tiende a aumentar la tasa de acumulación de capital.

## Obras principales

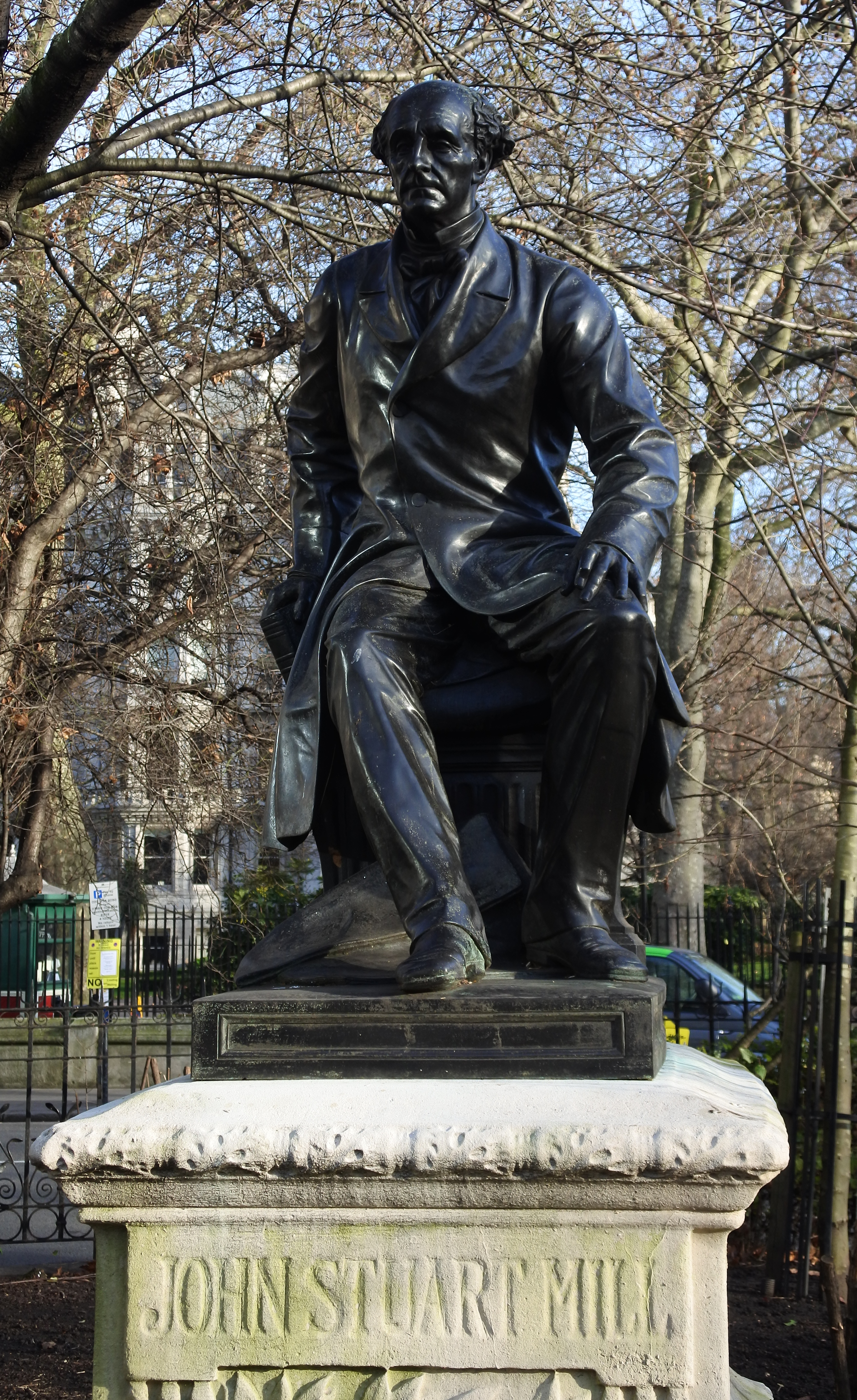
Estatua de John Stuart Mill en los jardines Victoria Embankment.

- 1822: Dos cartas sobre la medida del valor (Two Letters on the Measure of Value)
- 1823: Preguntas de la población (Questions of Population)
- 1824: Gastos de guerra (War Expenditure)
- 1825: Revisión trimestral. Política económica (Quarterly Review – Political Economy)
- 1830: Crítica a las historias de Miss Martineau (Review of Miss Martineau's Tales)
- 1831: El espíritu de la época (The Spirit of the Age)
- 1832: Uso y abuso de términos políticos (Use and Abuse of Political Terms)
- 1833: ¿Qué es la poesía? (What is Poetry)
- 1835: Justificación de la representación (Rationale of Representation)
- 1835: De Tocqueville sobre la democracia en América, 1° parte (De Tocqueville on Democracy in America, part 1)
- 1836: Estado de la sociedad en América (State of Society In America)
- 1836: Civilización (Civilization)
- 1838: Ensayo sobre Bentham (Essay on Bentham)
- 1840: Ensayo sobre Coleridge (Essay on Coleridge)
- 1840: Ensayo sobre el gobierno (Essay On Government)
- 1840: De Tocqueville sobre la democracia en América, 2° parte (De Tocqueville on Democracy in America, part 2)
- 1843: Un sistema de lógica (A System of Logic)
- 1844: Ensayos sobre algunas cuestiones disputadas en economía política (Essays on Some Unsettled Questions of Political Economy).
- 1845: Demandas laborales (Claims of Labour)
- 1848: Principios de economía política: con algunas de sus aplicaciones a la filosofía social (The Principles of Political Economy: with some of their applications to social philosophy).
- 1850: El problema negro (The Negro Question)
- 1854: Reforma en el servicio civil (Reform of the Civil Service)
- 1859: Disertaciones y discusiones (Dissertations and Discussions)
- 1859: Algunas palabras sobre la no intervención (A Few Words on Non-intervention)
- 1859: Sobre la libertad (On Liberty).
- 1859: Pensamientos sobre la reforma parlamentaria (Thoughts on Parliamentary Reform)
- 1861: Consideraciones sobre el gobierno representativo (Considerations on Representative Government)
- 1862: Centralización (Centralisation)
- 1862: La lucha en América (The Contest in America)
- 1863: El utilitarismo (Utilitarianism)
- 1865: Examen de la filosofía de sir William Hamilton (An Examination of Sir William Hamilton's Philosophy)
- 1865: Auguste Comte y el positivismo (Auguste Comte and Positivism)
- 1867: Discurso inaugural en St. Andrews sobre el valor de la cultura (Inaugural Address at St. Andrews Concerning the value of culture)
- 1868: Discurso a favor de la pena de muerte (Speech In Favor of Capital Punishment)
- 1868: Inglaterra e Irlanda (England and Ireland)
- 1869: Thorton sobre el trabajo y sus demandas (Thornton on Labor and its Claims)
- 1869: La esclavitud de las mujeres (The Subjection of Women).
- 1870: Capítulos y discurso sobre los problemas de tierra en Irlanda (Chapters and Speeches on the Irish Land Question)
- 1873: Autobiografía
- 1874: Tres ensayos sobre religión: Naturaleza, la utilidad de la religión y teísmo (Three Essays on Religion: Nature, the Utility of Religion, and Theism)
- 1879: Socialismo (Socialism)